# Brachbach
Brachbach là một xã thuộc huyện Altenkirchen, trong bang Rheinland-Pfalz, phía tây nước Đức. Xã Brachbach có diện tích 6,36 km², dân số thời điểm ngày 31 tháng 12 năm 2006 là 2428 người.